# Brustreißer

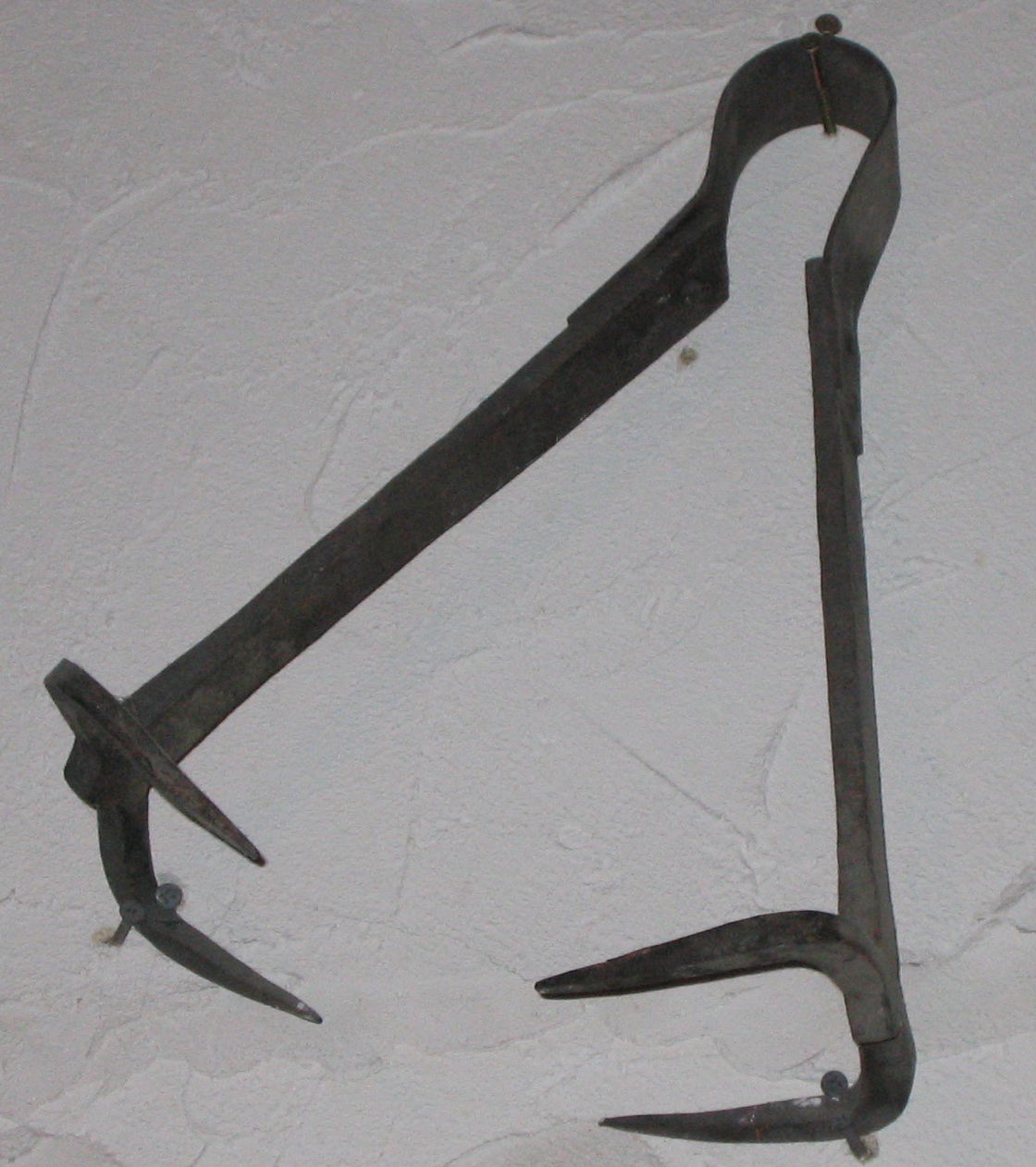
Brustreißer (15. Jahrhundert) im Foltermuseum Freiburg im Breisgau

Ein Brustreißer (auch Brustkralle, Brustknacker) ist ein Instrument, das angeblich für Folterungen verwendet wurde. Der kalte oder glühende Brustreißer soll dazu gedient haben, zur Strafverschärfung Frauen auf dem Weg zur Hinrichtung die Brüste auszureißen.
Die Foltermethode des Brustausreißens ist zwar historisch belegbar, z. B. heißt es in der Constitutio Criminalis Theresiana aus dem Jahr 1769, die Hinzurichtende solle „auf die gewöhnliche Richtstatt geführet, ihr beide Brüste mit glühenden Zangen herausgerissen, und sie folgends mit dem Schwert vom Leben zum Tod hingerichtet werden“. Für die Anwendung der heute als Brustreißer bekannten Geräte, von denen Abbildungen existieren, gibt es jedoch keine verlässlichen historischen Quellen, so dass wie bei der Eisernen Jungfrau die Möglichkeit besteht, dass es sich bei den gezeigten Geräten um Fälschungen aus späteren Zeiten handelt. Ein Ursprung dieser Foltermethode wird auf das Martyrium der Agatha von Catania zurückgeführt.